# Edith Anderson
Edith Anderson (geboren als Edith Handelsman, 30. November 1915 in New York; gestorben 13. April 1999 in Berlin) war eine US-amerikanische Journalistin und Schriftstellerin, die in der DDR lebte.

## Leben
Edith Handelsman war eine Tochter des Lehrers Max Handelsman. 1937 machte sie ihren Abschluss als Lehrerin für Englisch am New College der Columbia University in New York. Sie heiratete den Gewerkschafter Victor Teich, von dem sie bereits 1937 wieder geschieden wurde. Im Jahr 1938 wurde sie Mitglied der Kommunistischen Partei der USA (CPUSA). 1942/43 war sie Kulturredakteurin der kommunistischen Tageszeitung Daily Worker. 1943 lernte sie den deutschen Exilanten Max Schröder kennen, den sie 1944 heiratete. Von 1943 bis 1947 war sie als Eisenbahnschaffnerin bei der Pennsylvania Railroad tätig.
Ihr Mann ging 1946 nach Deutschland. In Ost-Berlin wurde er später Cheflektor des Aufbau Verlags. Sie folgte ihm 1947 über Paris nach Berlin. Im November 1948 wurde die Tochter Cornelia geboren. Zunächst wohnhaft in Westberlin, erfolgte 1951 der Umzug in die Rabindranath-Tagore-Straße in Berlin-Grünau.
Von 1951 bis 1956 war Anderson Übersetzerin und Redakteurin bei der Internationalen Demokratischen Frauenföderation. Von 1958 an war sie freiberufliche Journalistin, Übersetzerin und Schriftstellerin sowie 1960 bis 1967 Berliner Korrespondentin der New Yorker linken Wochenzeitung National Guardian.
In ihrer Biographie Liebe im Exil (Originaltitel: Love in Exile) beschrieb sie die Zeit von 1947 bis 1958. Das Buch erschien 1999 zunächst in englischer Sprache (Steerforth Press, South Royalton, Vermont) und 2007 in deutscher Sprache, herausgegeben von ihrer Tochter. In der Biographie schreibt sie, ein Heimweh bleibt: „Ich vermisste die jüdischen Gesichter, die mir New York so heimisch machten“.

## Werke (Auswahl)
Bekannt wurde sie in der DDR insbesondere durch die Werke:
- 1956 Gelbes Licht (Roman), übersetzt aus dem Amerikanischen von Otto Wilck und Max Schröder (Neuauflage unter dem Titel: A Man's Job: Roman, Die Andere Bibliothek, Band 471), Aufbau Verlag, Berlin 2024, ISBN 978-3-8477-0475-1.
- 1972 Der Beobachter sieht nichts: ein Tagebuch zweier Welten (Reisetagebuch), übersetzt aus dem Amerikanischen von Eduard Zak, Verlag Volk und Welt, 3. Aufl. 1976
- 1975 Blitz aus heiterem Himmel, (Anthologie), herausgegeben von Edith Anderson (Neuauflage Die Andere Bibliothek, Band 478), Aufbau Verlag, Berlin 2024, ISBN 978-3-8477-0484-3).

weitere Werke sind:
- 1949 Loretta (Novelle), Übersetzung von Max Schröder.
- 1966 Leckerbissen für Dr. Faustus (Erzählungen), Übersetzung aus dem Amerikanischen.
- 1980 Wo ist Katalin? Theaterstück, Uraufführung am Nationaltheater Weimar.
- 2007 Liebe im Exil . Erinnerungen einer amerikanischen Schriftstellerin an das Leben im Berlin der Nachkriegszeit, hrsg. von Cornelia Schroeder, Berlin

Übersetzungen:
- 1960 Nackt unter Wölfen von Bruno Apitz ins Englische für Seven Seas Publishers.
- 1963 Goethes Leben in Bildern für Edition Leipzig.

Sie ist Autorin folgender Kinderbücher:
- 1958 Hunde, Kinder und Raketen
- 1961 Großer Felix und kleiner Felix
- 1962 Julchen und die Schweinekinder
- 1962 Der verlorene Schuh
- 1978 Der Klappwald (Anmerkung: Nach 1973 war sie Eigentümerin eines Bauernhofs mit Waldgrundstück in Georgenthal)